# Arowry

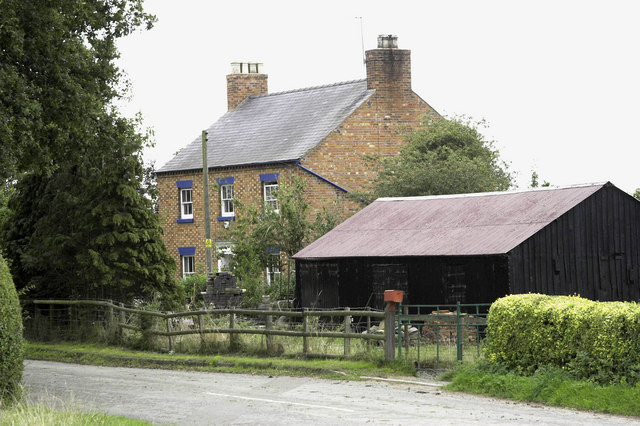
Top House Farm, Arowry.

Arowry (em galês:  Yr Owredd) é uma vila na comunidade de Hanmer na área sul-leste rural de Wrexham, Gales. Está próximo à fronteira com a Inglaterra.  A origem do seu nome não é clara, porém, cogita-se que tenha uma raiz na Língua galesa. Também tem sido referido como "Big Arowry", ou "Grande Arowry", a fim de distingui-la da vila de Little Arowry em torno de uma milha no norte, perto de Horseman's Green.
O local fica próximo à estrada A539 e está a 10 km a oeste da cidade de Whitchurch em Shropshire.